# リカルド・ドミンゲス
リカルド・ドミンゲス（Ricardo Domínguez、1985年7月20日 - 2017年2月22日 、シナロア州クリアカン出身）は、メキシコのプロボクサー。2009年6月にWBC中米ライト級のタイトルを手にした後、同年9月から12月までメキシコで開催されたWBC世界ライト級挑戦者決定トーナメントである「カンペオン・アステカ(Campeón Azteca)」で優勝、2010年5月に同級王者ウンベルト・ソトに挑んだが判定の末敗れた。
2017年2月22日、結腸癌のため死去した。

## 戦績
2001年3月、15歳のときメキシコシナロア州クリアカンでのエデュアルド・カスティージョ(Eduardo Castillo)戦でポイント判定勝ちし、プロデビューを果たす。

### カンペオン・アステカ
2009年、カンペオン・アステカ・トーナメント・ライト級に出場したドミンゲスは、サウル・カレオン(Saul Carreon)、ヘスス・ゴンザレス(Jesus Gonzalez)を破り、トーナメント決勝ではレイジェス・サンチェス (Reyes Sanchez)を2回KOで下し優勝、トーナメント賞金に加えWBC世界ライト級王座への挑戦権も手にした。

### WBC世界ライト級タイトルマッチ
2010年5月、ウンベルト・ソトを相手に初の世界戦に挑んだが、12回判定で敗れた。

### IBF世界ライト級タイトルマッチ
2010年11月27日、メキシコのバハ・カリフォルニア州ティフアナで行われたIBF世界ライト級タイトルマッチでミゲル・バスケスと対戦するも、3-0の判定で敗れている。

### 通算戦績
| 46戦 36勝 (22 KO) 8 敗 2 分 |        |                  |      |         |                |                                            |                               |
| 結果                        | 戦績   | 対戦相手         | 内容 | 回数    | 年月日         | 場所                                       | 備考                          |
|                             |        |                  |      |         |                |                                            |                               |
| 敗                          | 32-7-2 | ミゲル・バスケス | 判定 | 12 (12) | 2010年11月27日 | メキシコ バハ・カリフォルニア州 ティフアナ | IBF世界ライト級タイトルマッチ |